# Întoarcerea archonilor
„Întoarcerea archonilor” („The Return of the Archons”) este un episod din Star Trek: Seria originală care a avut premiera la 9 februarie 1967.

## Prezentare
Nava Enterprise descoperă o populație planetară controlată de o ființă puternică pe nume Landru. În timpul investigațiilor, căpitanul Kirk și echipa sa sunt luați prizonieri și află că echipajul navei Enterprise va fi și el adus sub controlul lui Landru.

## Vezi și
- 1967 în științifico-fantastic